# Здание Крестовоздвиженской общины сестёр милосердия
Здание Крестовоздвиженской общины сестёр милосердия (ранее было известно как особняк Доста) — памятник архитектуры в неорусском стиле в Санкт-Петербурге, построенный на набережной реки Фонтанки по проекту архитектора Ю. Ю. Бенуа. Имеет статус объекта культурного наследия федерального значения.

## История здания
До постройки современного здания на его месте находился двухэтажный ампирный особняк, возведённый в начале XIX века для крупного лесоторговца коммерции советника Жербина. Позднее особняк был куплен доктором Л. Ф. Достом, организовавшим в нём Ортопедическое лечебное заведение. В 1859 году дом был приобретён у Доста для Крестовоздвиженской общины сестёр милосердия, куда они переехали в январе следующего года.
В 1861—1863 годах при общине были открыты женская бесплатная больница для бедных, лечебница для приходящих больных, бесплатная школа для девочек и ясли.
С 1884 года больница связана с именем оперировавшего здесь известного хирурга Н. А. Вельяминова, в 1889 году ставшего главным врачом общины.
Здание перестраивалось Ю. Ю. Бенуа в 1893—1894, 1896—1897, 1903—1904 годах.
После Октябрьской революции, в 1918 году, особняк был изъят у Крестовоздвиженской общины, и в нём открылась 10-я больница Петроградского губернского отдела здравоохранения. В 1919 году больнице было присвоено имя профессионального революционера Г. И. Чудновского, которое она носила до 2002 года.

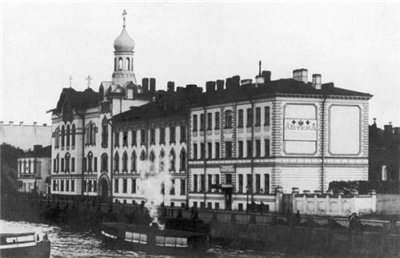
Здание Крестовоздвиженской общины сестёр милосердия после перестройки в 1903—1904 годах

Во время блокады Ленинграда больница имени Чудновского дважды, в декабре 1941 и в декабре 1942 года, попадала под неприятельский артобстрел; воздушной волной в здании были выбиты оконные стёкла, попаданием одного из снарядов было разрушено четыре квадратных метра стены.
В 2002 году произошла реорганизация Балтийской клинической центральной бассейновой больницы имени Чудновского в Северо-западный окружной медицинский центр. В 2011 больница была переименована в Национальный медико-хирургический центр имени Н. И. Пирогова, а в 2015 — в Санкт-Петербургский многопрофильный центр.

## Крестовоздвиженская церковь
После переезда сестёр в особняк Доста попечительница общины великая княгиня Елена Павловна передала ей свою дворцовую церковь, которая заняла большой зал с колоннами искусственного мрамора на втором этаже дворового флигеля. Некоторые из находившихся в храме образов принадлежали кисти академика А. Е. Егорова.

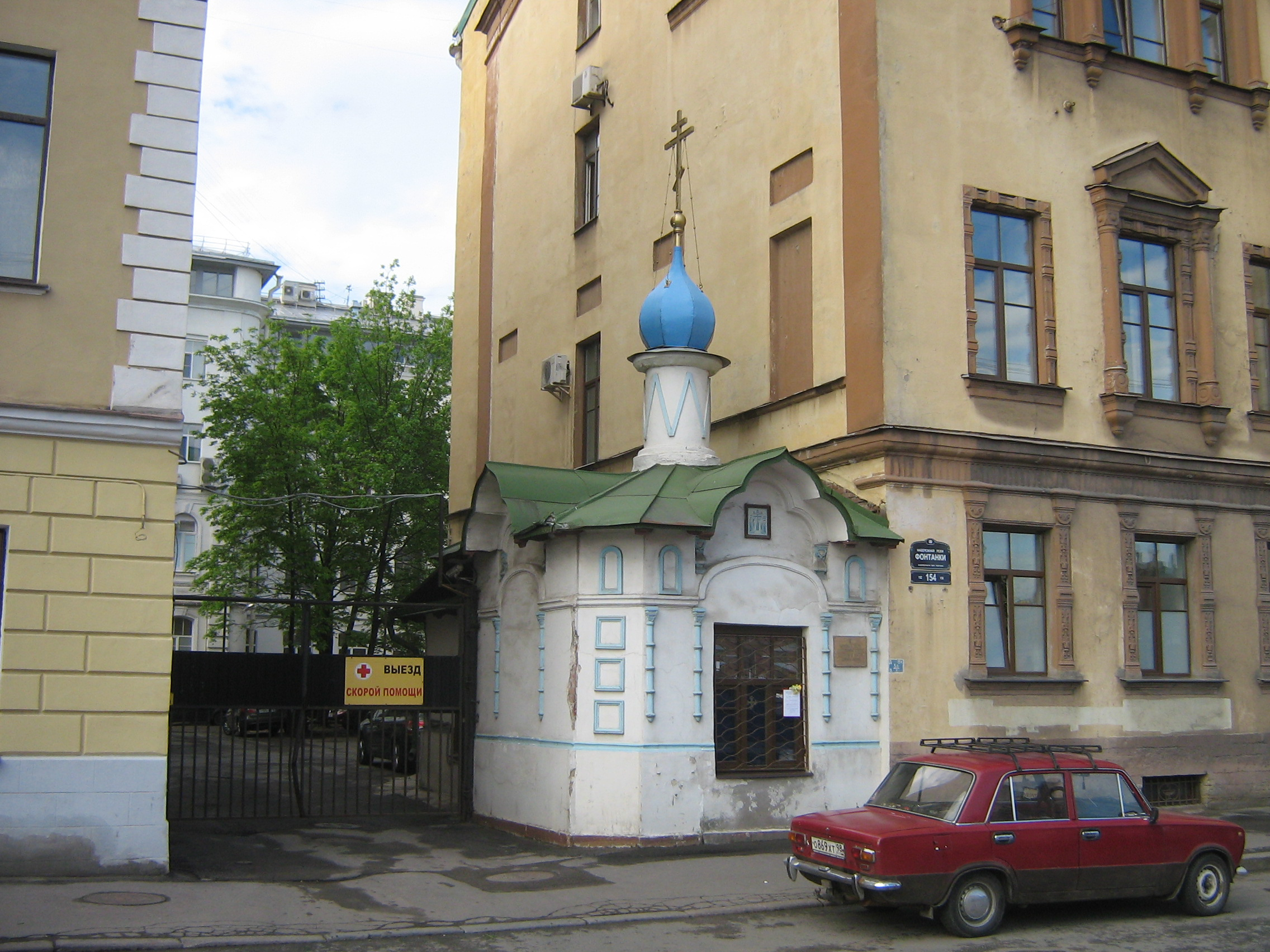
Часовня

Во время последней перестройки здания, приуроченной к полувековому юбилею общины, на третьем этаже была устроена церковь на 1 000 человек с резным дубовым иконостасом и звонницей. Из прежнего храма были взяты утварь и образа. 11 декабря 1904 года митрополит Санкт-Петербургский и Ладожский Антоний (Вадковский) освятил церковь во имя Воздвижения Креста Господня. Настоятелем храма до 1912 года служил протоиерей Александр Васильев, духовник царской семьи. Последним настоятелем Крестовоздвиженской церкви был протоиерей Иоанн Благодатов, при котором 28 сентября 1922 года храм закрыли. Возвышавшиеся над зданием барабан и купол с крестом были снесены. До Пасхи 1993 года помещение храма использовалось как спортзал больницы имени Чудновского, затем в нём на непродолжительное время возобновились богослужения.
Слева к зданию общины примыкает небольшая часовня Воздвижения Креста Господня и святой равноапостольной царицы Елены, построенная также в неорусском стиле. После закрытия часовня использовалась для хозяйственных нужд. С 2013 года в ней совершаются регулярные богослужения. Настоятелем назначен иерей Сергий Сартаков.

## Борьба за передачу здания церкви
В 2010 году движение «Воины жизни» провело ряд пикетов и митингов перед зданием Северо-западного окружного медицинского центра на Фонтанке, выступив против совершающихся там абортов и требуя передачи особняка, принадлежавшего Крестовоздвиженской общине, Русской православной церкви. Обращение с теми же требованиями, собравшее 2 000 подписей, было направлено президенту Российской Федерации Д. А. Медведеву.